# Karlstal
Das Karlstal, früher Karlsthal, ist der etwa 4 km lange Mittelabschnitt eines Kerbtals bei Trippstadt (Rheinland-Pfalz), das durch die Moosalbe ins Mittelgebirge des Pfälzerwalds eingeschnitten wurde. Der zentrale Teil, eine recht enge Felsenschlucht, misst gut 1 km und ist unter der Nummer 335 055 als Naturschutzgebiet Karlstalschlucht registriert.

## Geographische Lage
Das Karlstal der Moosalbe liegt im Pfälzerwaldteil Pfälzisches Holzland etwa 10 km südlich von Kaiserslautern unterhalb des Luftkurorts Trippstadt auf einer Höhe von etwa 340 bis herunter auf 290 m ü. NHN. Die Karlstalschlucht kann über mehrere Wanderwege, wie den Prädikatswanderweg Pfälzer Waldpfad oder den Fernwanderweg Franken–Hessen–Kurpfalz, begangen werden.

## Geschichte

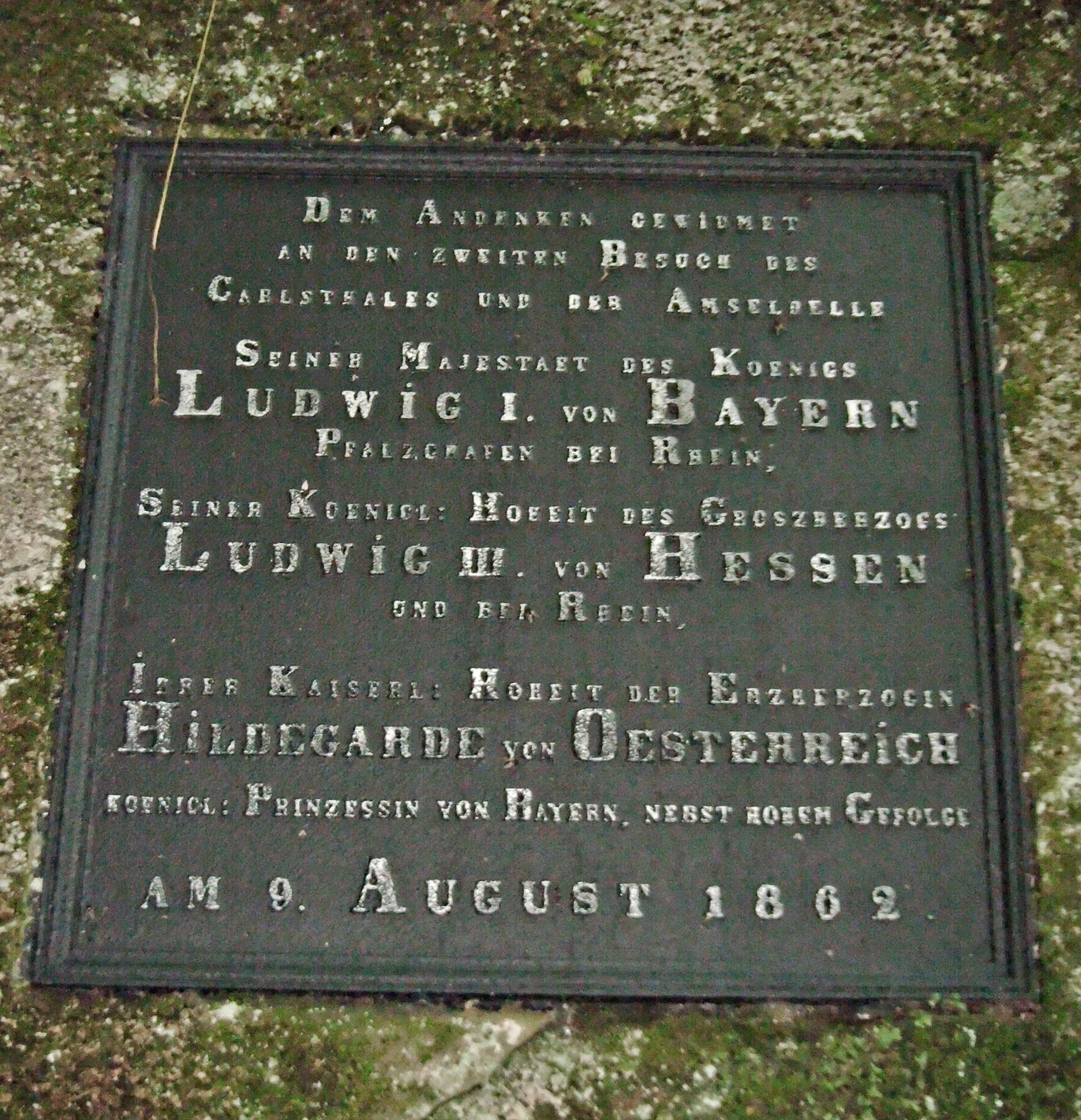
Gedenktafel an den Königsbesuch von 1862
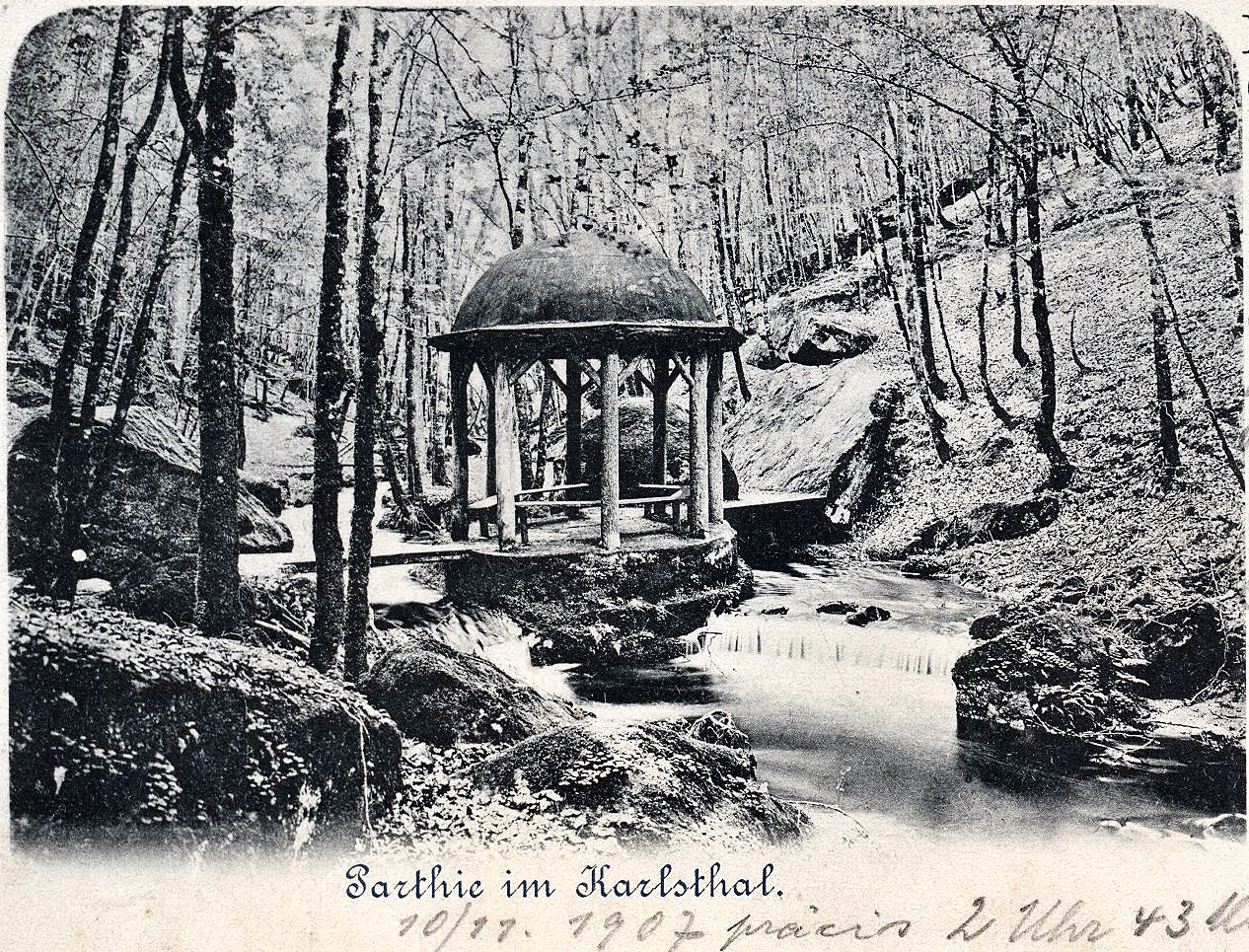
Historische Ansicht um 1900, mit altem Pavillon
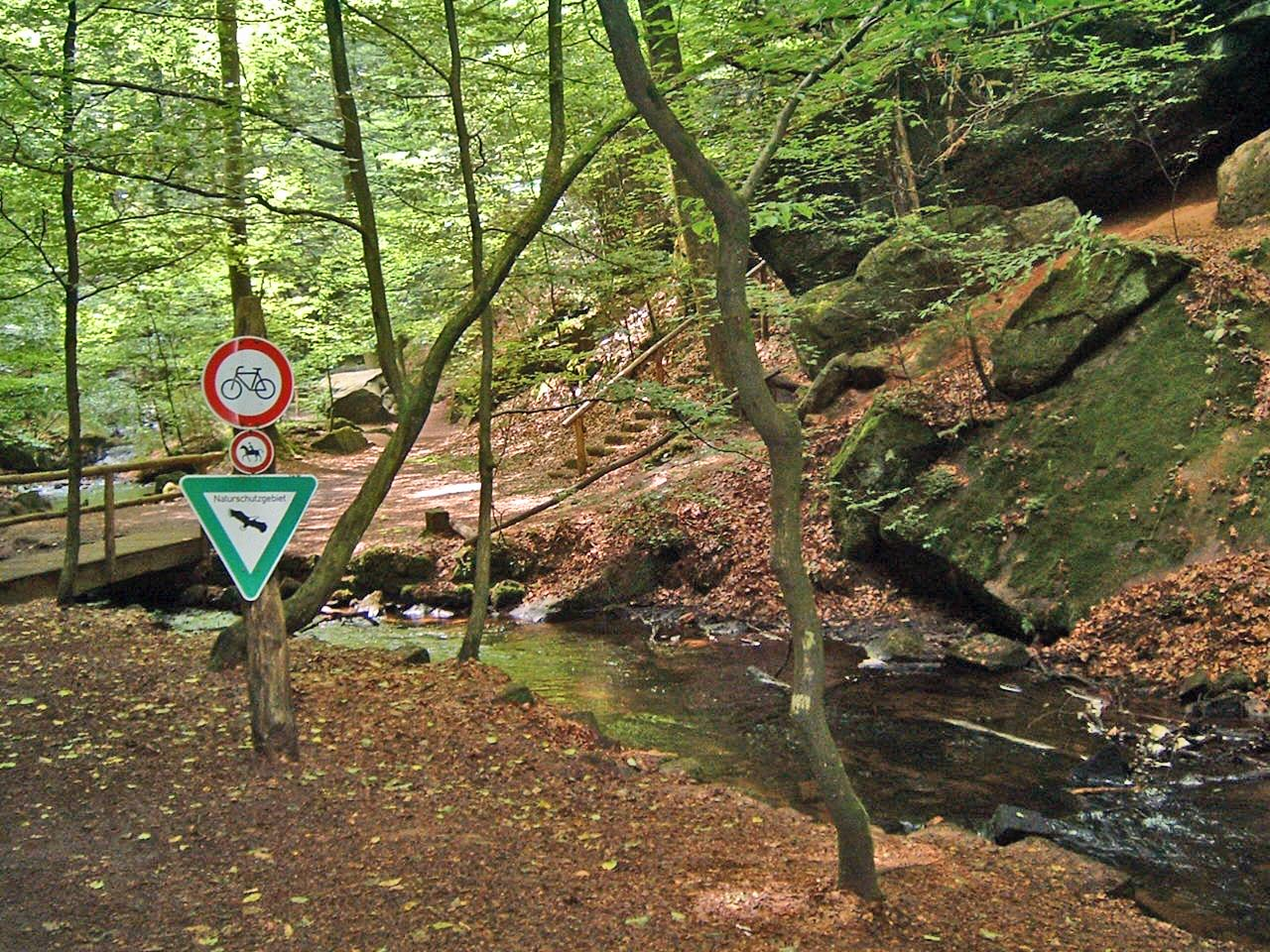
Naturschutzgebiet Karlstal im 21. Jahrhundert

Im Auftrag von Freiherr Karl Theodor von Hacke, Inhaber der Herrschaft Trippstadt, († 1792, Enkel des Ludwig Anton von Hacke) war Friedrich Ludwig von Sckell, der in Deutschland die ersten Landschaftsgärten gestaltete, in den 1780er Jahren mit dem Um- und Ausbau des Trippstadter Schlossgartens befasst. Dabei lernte er das nahegelegene Karlstal kennen und charakterisierte es so:

„Eines der schönsten Thäler, die ich in dieser Art gesehen … habe …, liegt in der Herrschaft Trippstadt …, damals das Karlstal genannt.“

Auf Wunsch des Freiherrn nahm Sckell im gut 1 km langen Zentrum der Schlucht Veränderungen vor und passte einen Wanderweg mit kleinen Holzbrücken und einem hölzernen Pavillon (mittlerweile erneuert) so in das Tal ein, dass der naturnahe Gesamteindruck eher noch verstärkt wurde. Das südwestlich unterhalb des Schlossparks liegende Karlstal sollte quasi dessen verlängerte natürliche Fortsetzung sein. Ursprünglich hieß es Wüstetal, dann erhielt es nach Freiherr Karl Theodor von Hacke den Namen Karlstal.
Das gesamte Dominalgut Trippstadt, mit Schloss und Karlstal, wurde 1833 von Reichsrat Ludwig von Gienanth erworben.
Eine Eisentafel am Taleingang weist auf fürstlichen Besuch hin: Exkönig Ludwig I. von Bayern, Großherzog Ludwig III. von Hessen-Darmstadt sowie Erzherzogin Hildegard von Österreich samt Gefolge besichtigten das Tal am 9. August 1862. Der König war 1858 schon einmal hier gewesen.

## Karlstalschlucht
Der von der Moosalbe durchflossene Zentralbereich der Schlucht auf gut 300 m Höhe ist weitgehend naturbelassen. Er wirkt urwaldartig und gehört wegen der großen Gesteinstrümmer aus dem roten Buntsandstein der Region, der zahlreichen kleinen Wasserfälle sowie des alten Laub- und Nadelbaumbestands zu denjenigen Zielen im Pfälzerwald, die von den für Tourismus Verantwortlichen als sehenswert angeboten werden. Behördlicherseits ist der Bereich als Naturschutzgebiet Nr. 335 055 eingestuft.
Am linksseitigen Hang des Karlstals, nur auf einem kaum befestigten Pfad zu erreichen, liegt eine ehemals bewohnte Felsenhöhle, weiter oben auf ebenem Gelände die Amseldell, eine früher parkartig gestaltete, heute verfallene Anlage aus dem 19. Jahrhundert, die ursprünglich mit einem Irrgarten, einem Schießstand und einer Hütte ausgestattet war.
Weitere Sehenswürdigkeiten in der Umgebung sind im Artikel Moosalbe behandelt.

Impressionen aus der Karlstalschlucht
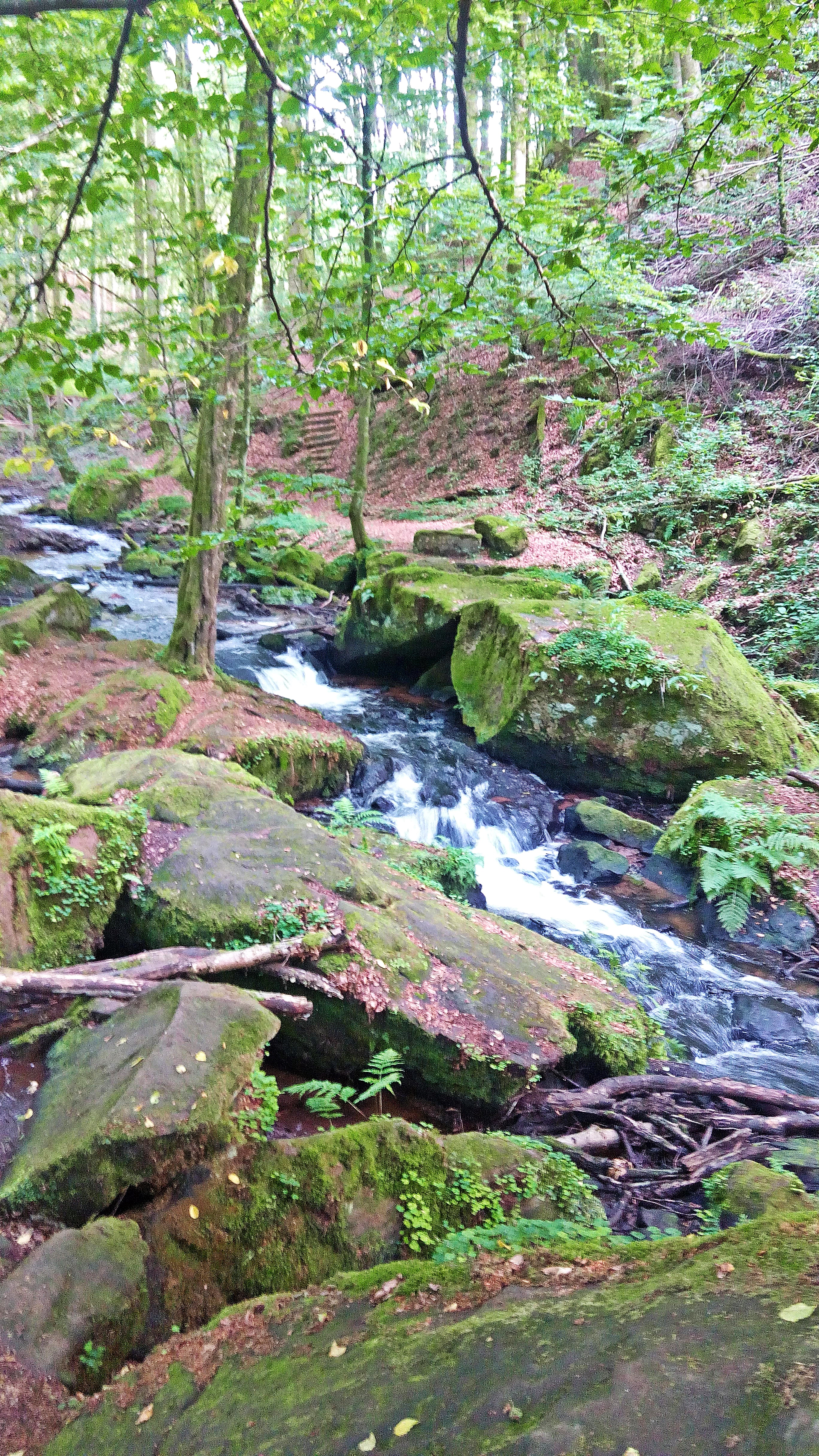
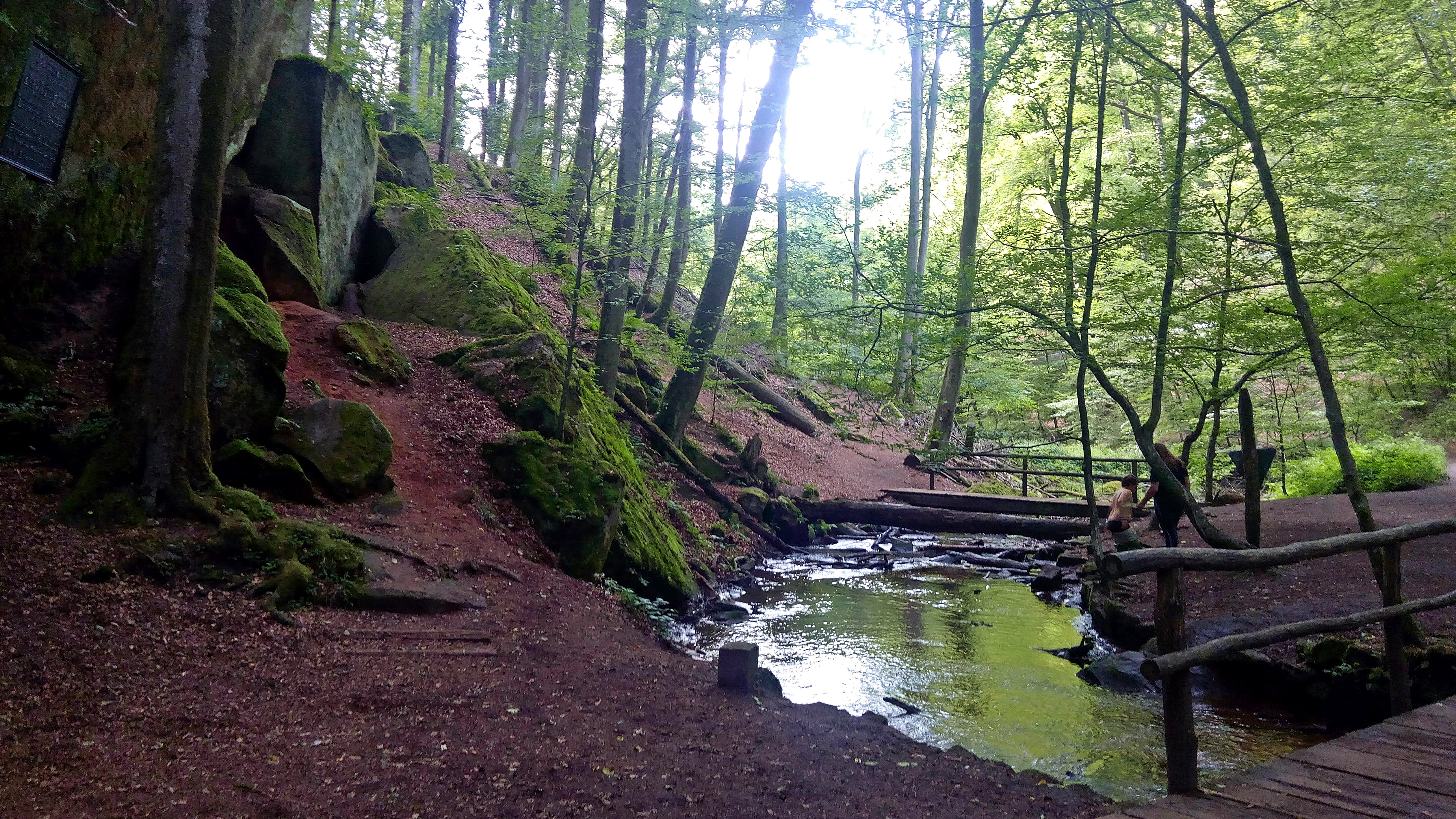
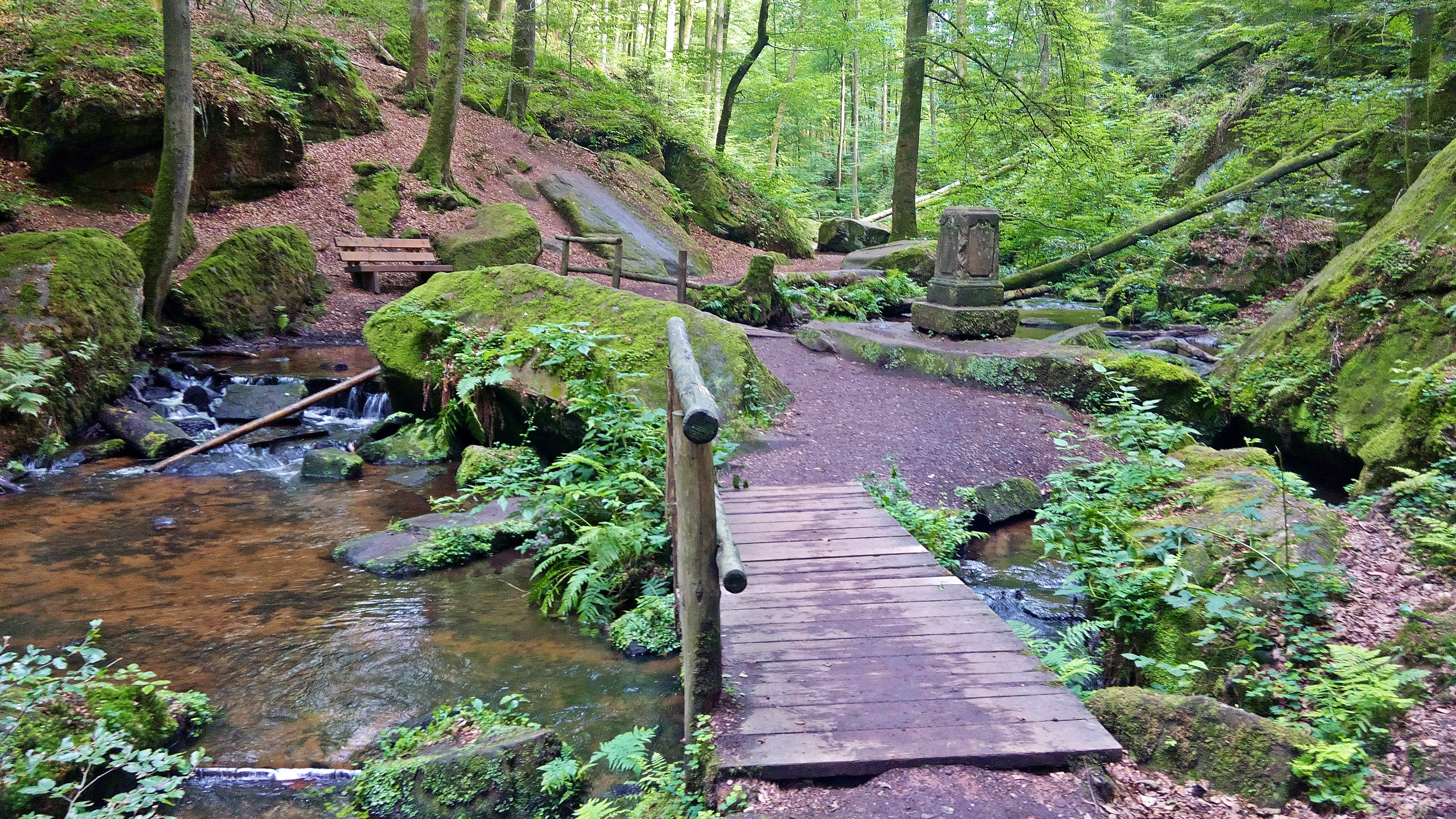
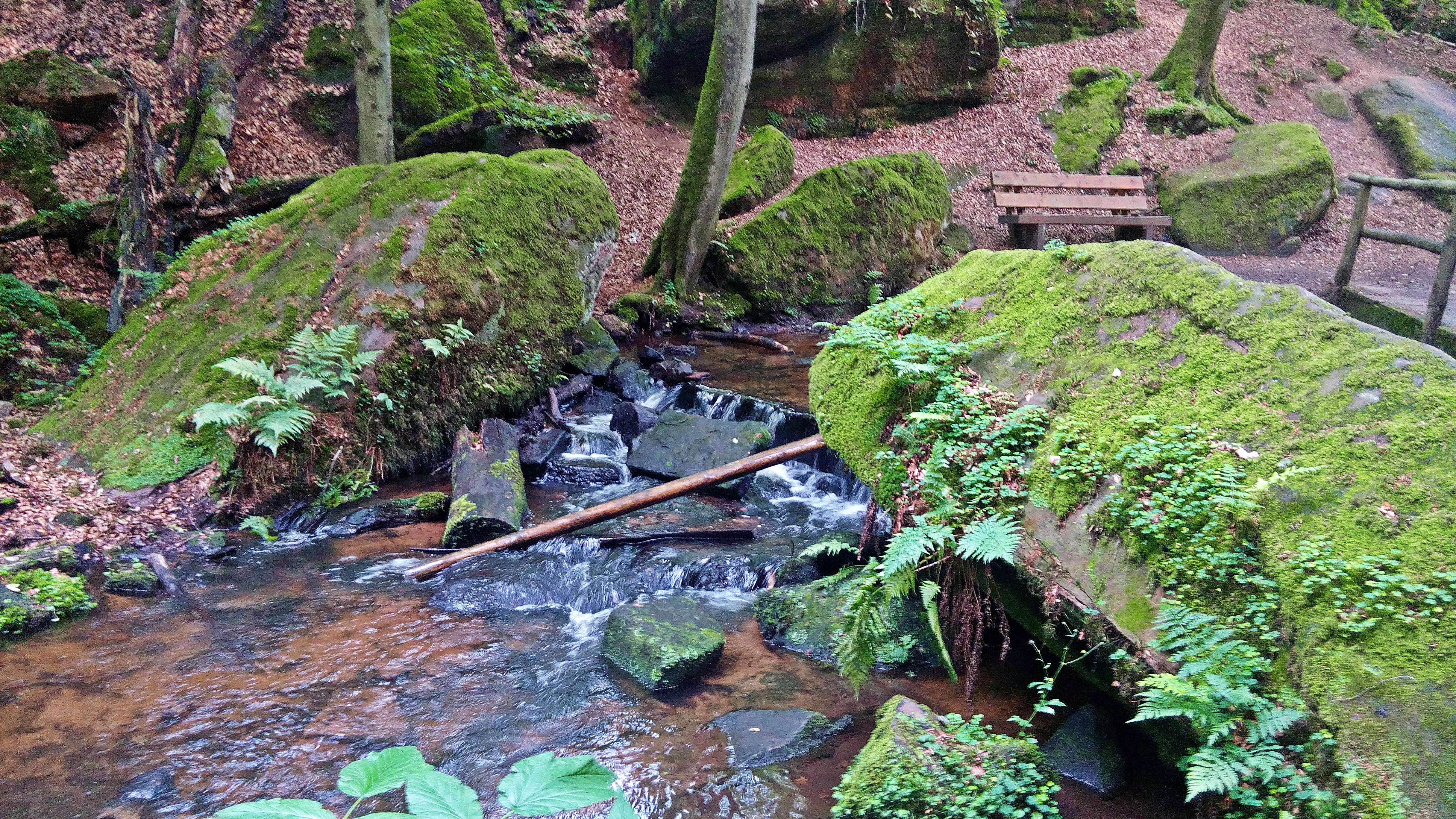
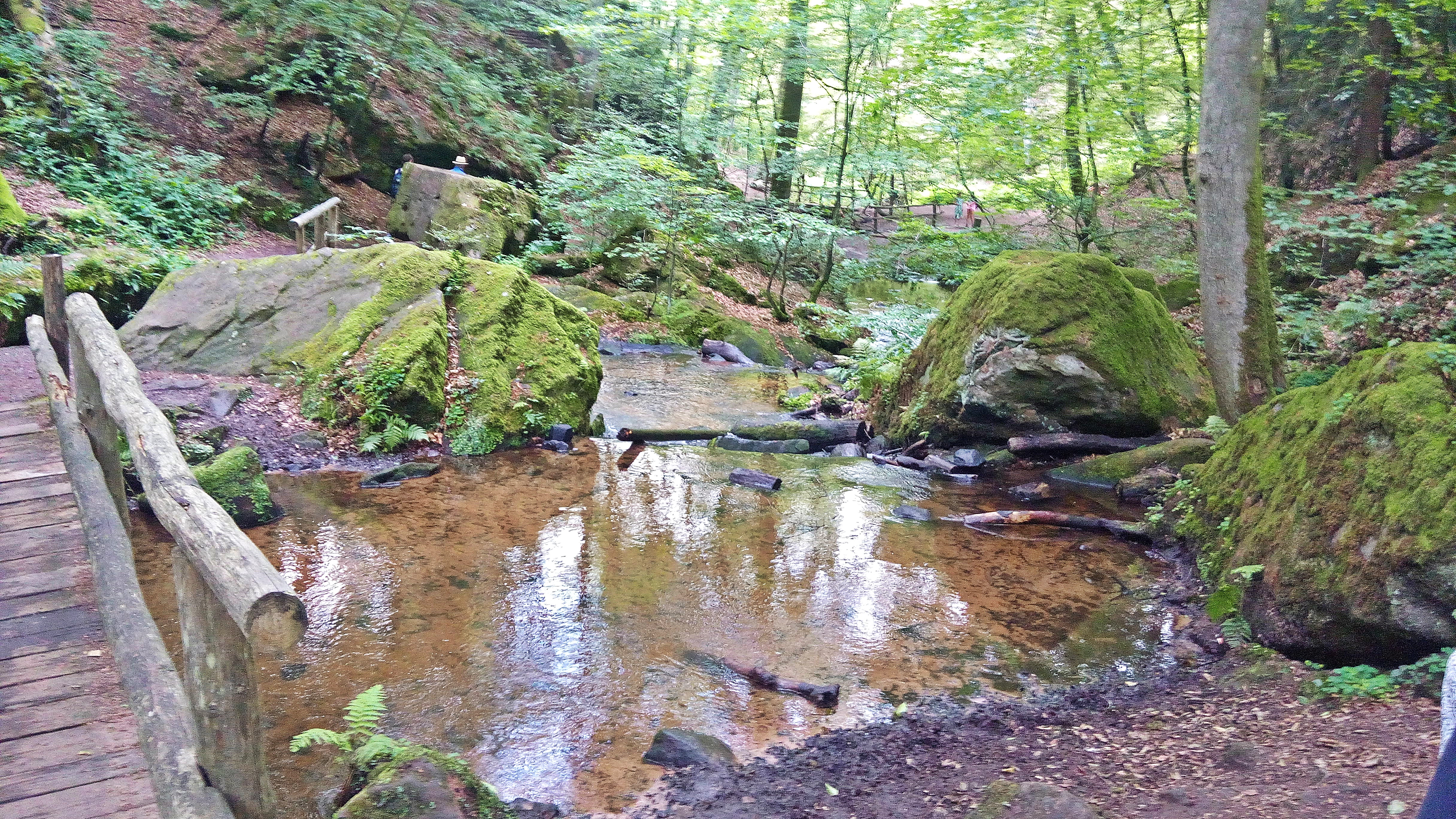
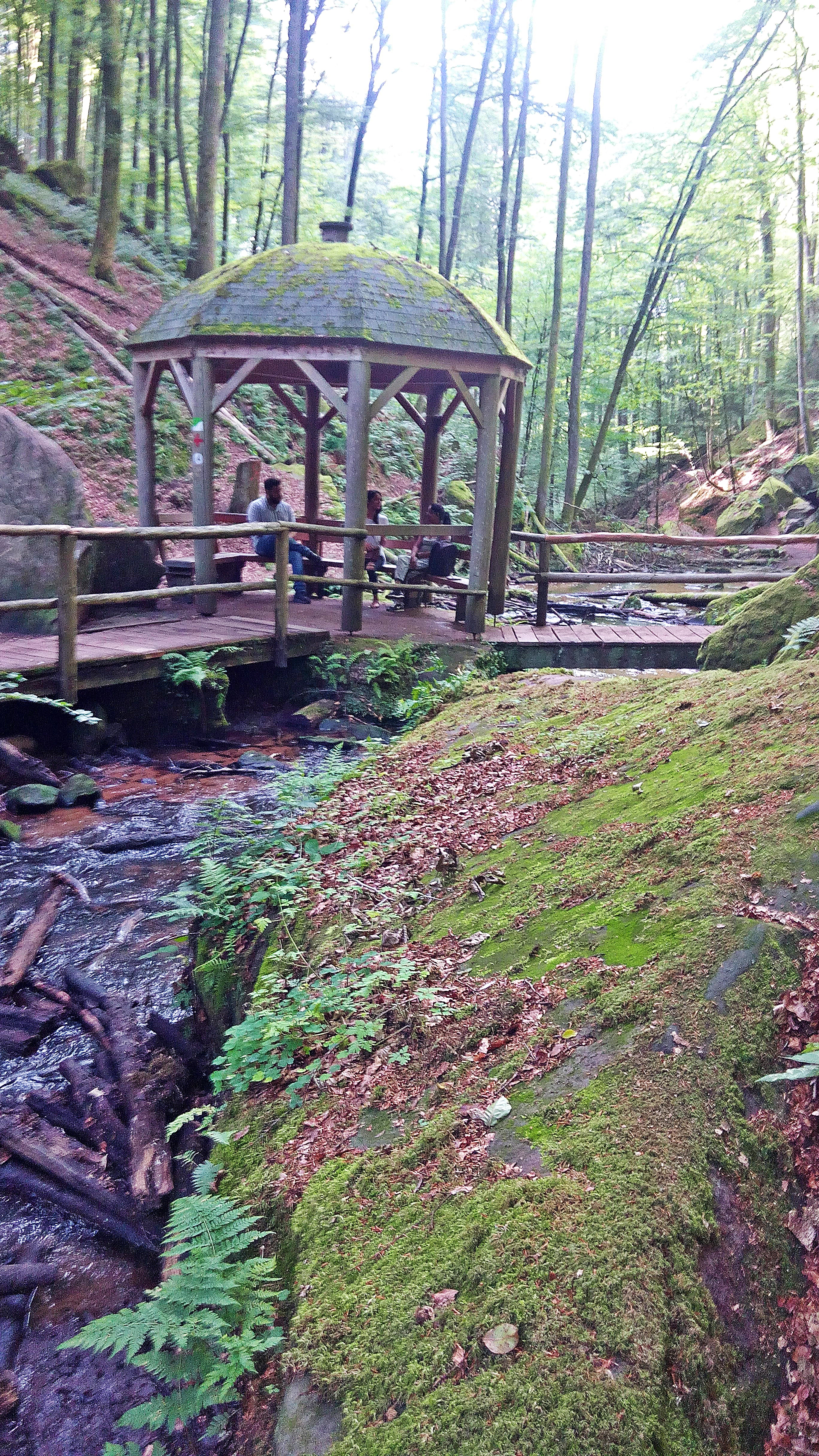

## Verkehr
An der Mündung des Aschbachs in die Moosalbe zweigt von der Bundesstraße 270 (Kaiserslautern–Pirmasens) die Landesstraße 500 nach Osten ab. Sie führt über dem rechten Ufer der Moosalbe und oberhalb der geschützten Schlucht bachaufwärts bis nach Johanniskreuz. Dort mündet sie in die Landesstraße 499, die ihrerseits 200 m weiter an der Bundesstraße 48 endet.
Am westlichen Ausgang des Moosalbtals befand sich einst an der Biebermühlbahn der Haltepunkt Karlsthal, der mangels Rentabilität in den 1980er Jahren aufgelassen wurde. Nächster Bahnhof ist seither Schopp etwa 1,5 km südwestlich von dort.